# 9098 Toshihiko
9098 Toshihiko è un asteroide della fascia principale. Scoperto nel 1996, presenta un'orbita caratterizzata da un semiasse maggiore pari a 2,9134462 UA e da un'eccentricità di 0,1532563, inclinata di 3,34201° rispetto all'eclittica.